# USS New York (ACR-2)
O USS New York foi um cruzador blindado da Marinha dos Estados Unidos. Sendo renomeado mais tarde como USS Saratoga e USS Rochester.

## História

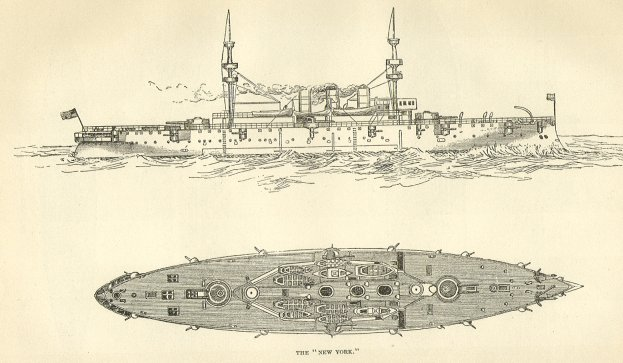
Plano de armas do USS New York.

Participou na Batalha de Santiago de Cuba, onde destruiu parte da frota espanhola. Em 1901, foi transferido para a Frota do Pacífico. Em 1905, foi modernizado. Em 1911, foi renomeado Saratoga e em 1917, foi renomeado Rochester. Durante a Primeira Guerra Mundial escoltou navios aliados. Em 1931, foi enviado para auxiliar os sobreviventes do terremoto na Nicarágua. Em 1941, foi afundado para não cair em mãos do Marinha Imperial Japonesa.